# 大手前

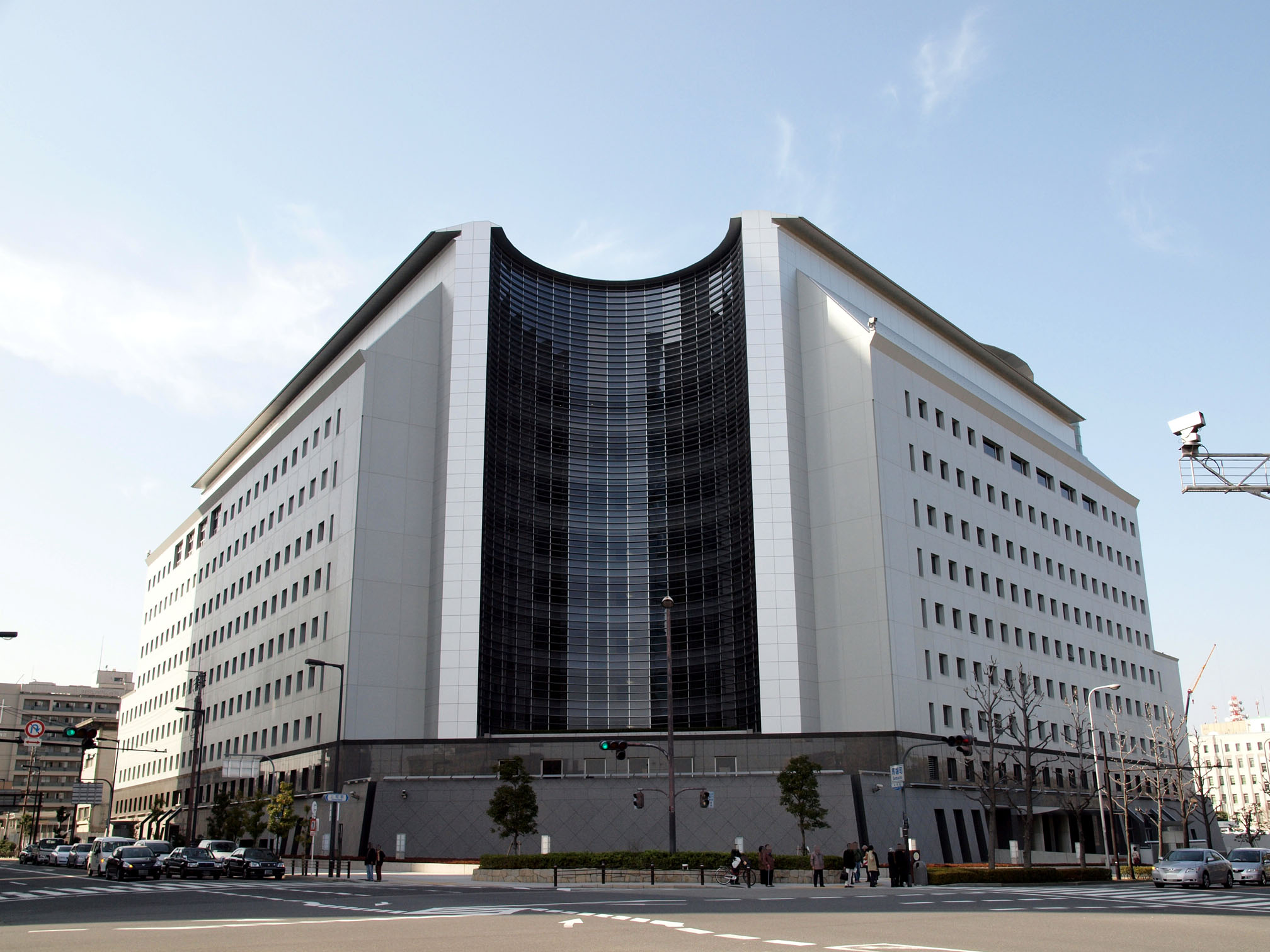
大阪府警察本部

大手前（おおてまえ）は、大阪府大阪市中央区の町名。現行行政地名は大手前一丁目から大手前四丁目。

## 地理
大坂城の西に位置し、大阪府庁、大阪府警察本部、各省庁の出先機関が入居する合同庁舎などが立ち並んでいる。

### 河川
- 旧淀川（大川）
- 寝屋川

## 歴史
江戸時代には、大坂城の正面虎口である追手口（大手口）は大坂城代が警護に当たり、現在大手前となっている町域には大坂城代下屋敷、京橋口定番上屋敷、大坂東町奉行所などが置かれていた。明治に入ると兵部省（のち陸軍省）の所管となり、大阪陸軍病院などが建てられた。
1879年の郡区町村編制法施行の際に、東区の町名として大手前之町の町名が誕生した。ただし、大手前之町は現在の大手前より町域が狭く、現在の大手前1丁目のうち京街道沿いは京橋前之町と京橋1丁目、上町筋以東は馬場町の一部で、大手前4丁目は全域が法円坂町の一部であった。
大正後期まで大手前之町は陸軍の施設で占められていたが、南隣の法円坂町へ移転した輜重兵営跡地へ、1923年に大阪府立大手前高等女学校が梅田から、1926年に大阪府庁が江之子島から移転した。敗戦後は府庁の別館などが建ち、1958年には中部憲兵隊司令部跡地に大阪府警察本部が城内から移転した。
1989年の東区と南区の合区の際に、中央区の町名として現行住居表示が実施された。

### 地名の由来
大坂城追手口（大手口）の前であることに由来する。

## 世帯数と人口
2019年（平成31年）3月31日現在の世帯数と人口は以下の通りである。
| 丁目                 | 世帯数  | 人口  |
| -------------------- | ------- | ----- |
| 大手前一丁目         | 121世帯 | 174人 |
| 大手前二丁目〜四丁目 | 0世帯   | 0人   |
| 計                   | 121世帯 | 174人 |

### 人口の変遷
国勢調査による人口の推移。
| 1995年（平成7年）  | 163人 | [ 5 ] |  |
| 2000年（平成12年） | 97人  | [ 6 ] |  |
| 2005年（平成17年） | 189人 | [ 7 ] |  |
| 2010年（平成22年） | 197人 | [ 8 ] |  |
| 2015年（平成27年） | 185人 | [ 9 ] |  |

### 世帯数の変遷
国勢調査による世帯数の推移。
| 1995年（平成7年）  | 105世帯 | [ 5 ] |  |
| 2000年（平成12年） | 64世帯  | [ 6 ] |  |
| 2005年（平成17年） | 136世帯 | [ 7 ] |  |
| 2010年（平成22年） | 129世帯 | [ 8 ] |  |
| 2015年（平成27年） | 122世帯 | [ 9 ] |  |

## 事業所
2016年（平成28年）現在の経済センサス調査による事業所数と従業員数は以下の通りである。
| 丁目         | 事業所数  | 従業員数 |
| ------------ | --------- | -------- |
| 大手前一丁目 | 314事業所 | 7,594人  |
| 大手前二丁目 | 33事業所  | 679人    |
| 大手前三丁目 | 27事業所  | 287人    |
| 大手前四丁目 | 27事業所  | 965人    |
| 計           | 401事業所 | 9,525人  |

## 施設
一丁目
- 大阪マーチャンダイズ・マートビル
- 日本経済新聞大阪本社（2015年に、高麗橋に移転）
- テレビ大阪
- ドーンセンター
- 追手門学院大手前中学校・高等学校
- 大阪歯科大学天満橋学舎・付属病院
- 大手前病院
- 大阪合同庁舎第1号館、第3号館
  - 近畿経済産業局（第1号館）
    - 中部近畿産業保安監督部近畿支部

  - 近畿総合通信局（第1号館）
  - 大阪国税局（第3号館）
    - 査察部

二丁目
- 國民會館
- 大手前大学大阪大手前キャンパス
- 大手前栄養学院専門学校・大手前製菓学院専門学校
- 大阪府立大手前高等学校
- 大阪府庁
  - 大阪府議会
- 大阪第2法務合同庁舎[11]

三丁目
- 大阪国際がんセンター
- 大阪重粒子線センター
- 大阪府庁別館
- 大阪府庁新別館
  - 大阪府パスポートセンター
- 大阪府警本部
- 大手前合同庁舎[12][13]
  - 近畿管区警察局[14]
  - 近畿管区行政評価局[15]
  - 大阪法務局[16]
  - 近畿公安調査局
  - 近畿地方整備局[17]
  - 大阪航空局[18]

四丁目
- NHK大阪放送局
  - NHK大阪ホール
  - BKプラザ
- 大阪歴史博物館
- 大阪家庭裁判所
- 大阪市立東中学校
- 大阪合同庁舎第2号館・第2号館別館、第4号館
  - 大阪労働局（第2号館）
  - 近畿中部防衛局（第2号館）
  - 自衛隊大阪地方協力本部（第2号館）
  - 大阪矯正管区（第2号館別館）
  - 公正取引委員会事務総局 近畿中国四国事務所（第4号館）
  - 近畿財務局（第4号館）
    - 証券取引等監視官

  - 近畿厚生局（第4号館）
    - 麻薬取締部

  - 近畿運輸局（第4号館）
  - 大阪管区気象台（第4号館）
  - 近畿地方更生保護委員会（第4号館）

## 交通

### 鉄道
- Osaka Metro谷町線・中央線 谷町四丁目駅
- Osaka Metro谷町線・京阪 天満橋駅

### 道路
高速
- 阪神高速13号東大阪線 法円坂出入口

主要地方道
- 上町筋
- 谷町筋

### バス
大阪シティバス
- 大手前
- 馬場町

## その他

### 日本郵便
- 〒540-0008[3]（集配局：大阪東郵便局[19]）